# Michael Rogers
Michael Rogers (født 20. december 1979 i Barham) er en australsk tidligere professionel landevejsrytter, som sluttede sin karriere hos det russiske World Tour-hold Tinkoff.
Michael Rogers blev knyttet til det italienske hold Mapei i 2000 og fuldtidsprofessionel fra 2001. Han kom senere på Quick Step-Davitamon og Quick Step-Innergetic. I 2005 gik han over til Team High Road, som i 2009 skiftede navn til HTC-Highroad.
Rogers har tidligere været en af de bedste enkeltstartsryttere og blev verdensmester i enkeltstart tre gange: 2003, 2004 og 2005. I 2003 overtog han titlen efter den oprindelige vinder, David Millar, som blev diskvalificeret for doping. 
Rogers har deltaget i tre olympiske lege. Første gang var i 2000 på hjemmebane i Sydney, hvor han kørte holdforfølgelsesløb (4.000 m på bane) sammen med Brett Aitken, Graeme Brown, Brett Lancaster og Bradley McGee. I kvartfinalen var de uheldige at møde de senere guldvindere fra Tyskland, idet deres tid var bedre end vinderne af de tre øvrige kvartfinaler. Dermed blev de samlet nummer fem.
Ved OL 2004 i Athen kørte han landevejsløb. I linjeløbet var han blandt den store gruppe, der ikke fuldførte. I enkeltstarten blev han i første omgang nummer fire, men da vinderen, Tyler Hamilton, i 2011 indrømmede brug af doping gennem sin karriere, fratog IOC hans guldmedalje fra 2004, så de øvrige deltagere rykkede en tak op. Dermed blev russiske Vjatjeslav Jekimov guldvinder, amerikanske Bobby Julich sølvvinder, og Rogers blev tildelt bronzemedaljen.
I Beijing ved OL 2008 var Rogers i linjeløbet med i det afgørende udbrud, hvor seks ryttere stak af fra frontgruppen på sidste omgang. Davide Rebellin, der kom ind som nummer to, blev dog senere diskvalificeret for brug af ulovlige midler, så Rogers, der kom sidst i mål i spurten blandt denne gruppe, blev derfor nummer fem. I enkelstarten blev han nummer otte.
Rogers' sidste OL var i 2012 i London, hvor han blev nummer 90 i linjeløbet og nummer seks i enkeltstart.

## Vigtige resultater
- Verdensmester i enkeltstart (2003, 2004, 2005)
- 9. plads sammenlagt i Tour de France 2006[7]
- 3. plads i enkeltstart i OL i Athen 2004[8]